# Metapioplasta concinnula
Metapioplasta concinnula là một loài bướm đêm trong họ Noctuidae.